# Championnat National 2015-2016
Lo Championnat National 2015-2016 è la 19ª edizione della terza serie del campionato di calcio francese, disputato tra il 7 agosto 2015 e il 3 giugno 2016 e concluso con la vittoria dello Strasburgo.
Capocannonieri del torneo sono Kevin Fortuné (Béziers) e Farid Beziouen (Avrances) con 17 reti.

## Stagione

### Novità
Nella stagione precedente sono state promosse in Ligue 2 il Paris FC, il Bourg-en-Bresse e il Red Star.
Dalla Ligue 2 sono retrocessi l'Orleans, l'Arles-Avignon e lo Châteauroux.
Dallo Championnat de France amateur sono state promosse il Sedan, il Béziers, il Belfort e il Les Herbiers.
Il 30 maggio 2015 il Vendée Poiré-sur-Vie ha presentato richiesta formale di non prendere parte al campionato, ripartendo dal CFA 2. Di conseguenza, la federazione ha deciso di ripescare il CA Bastia che aveva chiuso il precedente campionato al quindicesimo posto.
Il 10 luglio l'Arles-Avignon è retrocesso in CFA per inadempienze finanziarie. Siccome Colomiers e Istres, rispettivamente sedicesima e diciassettesima classificata nel precedente campionato, non erano in possesso degli idonei requisiti, la federazione ha ripescato l'Épinal, ultimo classificato nel precedente torneo.

### Formula
Le diciotto squadre partecipanti si sono incontrate in un turno di andata e ritorno per un totale di 34 partite.
Le prime tre squadre classificate sono promosse in Ligue 2.
Le ultime quattro squadre classificate sono retrocesse in Championnat de France amateur.

## Classifica
|  | Pos. | Squadra            | Pt | G  | V  | N  | P  | GF | GS | DR  |
|  | ---- | ------------------ | -- | -- | -- | -- | -- | -- | -- | --- |
|  | 1.   | Strasburgo         | 58 | 34 | 15 | 13 | 6  | 62 | 34 | +28 |
|  | 2.   | Orléans            | 56 | 34 | 14 | 14 | 16 | 63 | 36 | +27 |
|  | 3.   | Amiens             | 55 | 34 | 13 | 13 | 7  | 55 | 39 | +16 |
|  | 4.   | Châteauroux        | 52 | 34 | 14 | 10 | 10 | 52 | 45 | +7  |
|  | 5.   | Consolat Marsiglia | 54 | 34 | 15 | 9  | 10 | 50 | 43 | +7  |
|  | 6.   | Dunkerque          | 47 | 34 | 12 | 11 | 11 | 42 | 42 | 0   |
|  | 7.   | Avranches          | 46 | 34 | 10 | 16 | 8  | 44 | 36 | +8  |
|  | 8.   | Boulogne           | 46 | 34 | 12 | 10 | 12 | 50 | 45 | +5  |
|  | 9.   | Chambly            | 44 | 34 | 11 | 11 | 12 | 46 | 40 | +6  |
|  | 10.  | AS Béziers         | 44 | 34 | 11 | 11 | 12 | 35 | 38 | -3  |
|  | 11.  | Luçon              | 44 | 34 | 11 | 11 | 12 | 45 | 50 | -5  |
|  | 12.  | Sedan              | 43 | 34 | 10 | 13 | 11 | 31 | 34 | -3  |
|  | 13.  | CA Bastia          | 43 | 34 | 10 | 13 | 11 | 29 | 33 | -4  |
|  | 14.  | Belfort            | 41 | 34 | 9  | 14 | 11 | 26 | 32 | -6  |
|  | 15.  | Les Herbiers       | 39 | 34 | 8  | 15 | 11 | 44 | 51 | -7  |
|  | 16.  | Colmar             | 37 | 34 | 10 | 9  | 15 | 39 | 46 | -7  |
|  | 17.  | Épinal             | 30 | 34 | 6  | 12 | 16 | 39 | 53 | -14 |
|  | 18.  | Fréjus St-Raphaël  | 27 | 34 | 4  | 15 | 15 | 22 | 44 | -22 |

Legenda:

      Promosse in Ligue 2 2016-2017

      Retrocesse in Championnat de France amateur

## Verdetti
- Strasburgo,  Orléans e  Amiens promosse Ligue 2 2016-2017.
- Les Herbiers,  Colmar,  Épinal e  Fréjus St-Raphaël retrocesse in Championnat de France amateur.